# Tarpejska pečina
Tarpejska pečina (latinsko ’’rupes Tarpeia’’) je bila strma pečina na južnem vrhu Kapitolskega griča v antičnem Rimu, s katere se je razprostiral pogled na Rimski forum. Poznana je bila po tem, da je v obdobju republike služila kot morišče na način, da so z nje obsojence - morilce, izdajalce, sužnje in druge - metali v prepad. Enako so postopali tudi s fizičnimi in duševnimi invalidi, če so Rimljani ugotovili, da je njihova invalidnost posledica prekletstva bogov.

## Znane žrtve
Znane žrtve so bili:
- Mark Manlij Kapitolin, 384 pr. n. št., za pričetek vtaje[1]
- uporniki iz Taranta, 212 pr. n. št.
- Lucij Kornelij Hrisogon, 80 pr. n. št.
- Sekst Marij, 33 n. št.
- Simon Bar Giora, 70 n. št.

## V popularni kulturi
- Tarpejska pečina je na kratko omenjena v tretjem dejanju Shakespearove tragedije Coriolanus.
- V Asterixu in lovorovem vencu, zapornik v Circus Maximusu obvesti Asterixa in Obelixa, da  bosta deležna gurmanske pojedine vse do dneva, ko ju bodo vrgli levom, »saj tudi tisti, ki jih bodo vrgli s Tarpejske pečine, dobivajo dobro hrano«.
- V Hawthornovem The Marble Faun, en lik umori drug lik, ko ga vrže iz Tarpejske pečine.
- V IX. spevu Vic Božanske komedije Danteja Alighierija se sklicuje na Tarpejsko pečino. Ko se je Metellus predal Juliju Cezarju, so rekli, da je pečina, blizu nje, škripala, ko so se odprla vrata v zakladnico. Simbolni pomen je očiten, ker je bil Cezar kritiziran, da je oropal javno zakladnico Rimske republike.
- V televizijski seriji HBO Rim se Julij Cezar sklicuje na pečino, medtem ko skuša svoje vojake motivirati za pohod v Rim v nasprotju s senatom.